# Rainford
Rainford is een civil parish in het bestuurlijke gebied St Helens, in het Engelse graafschap Merseyside met 7779 inwoners.